# Wagenerovo

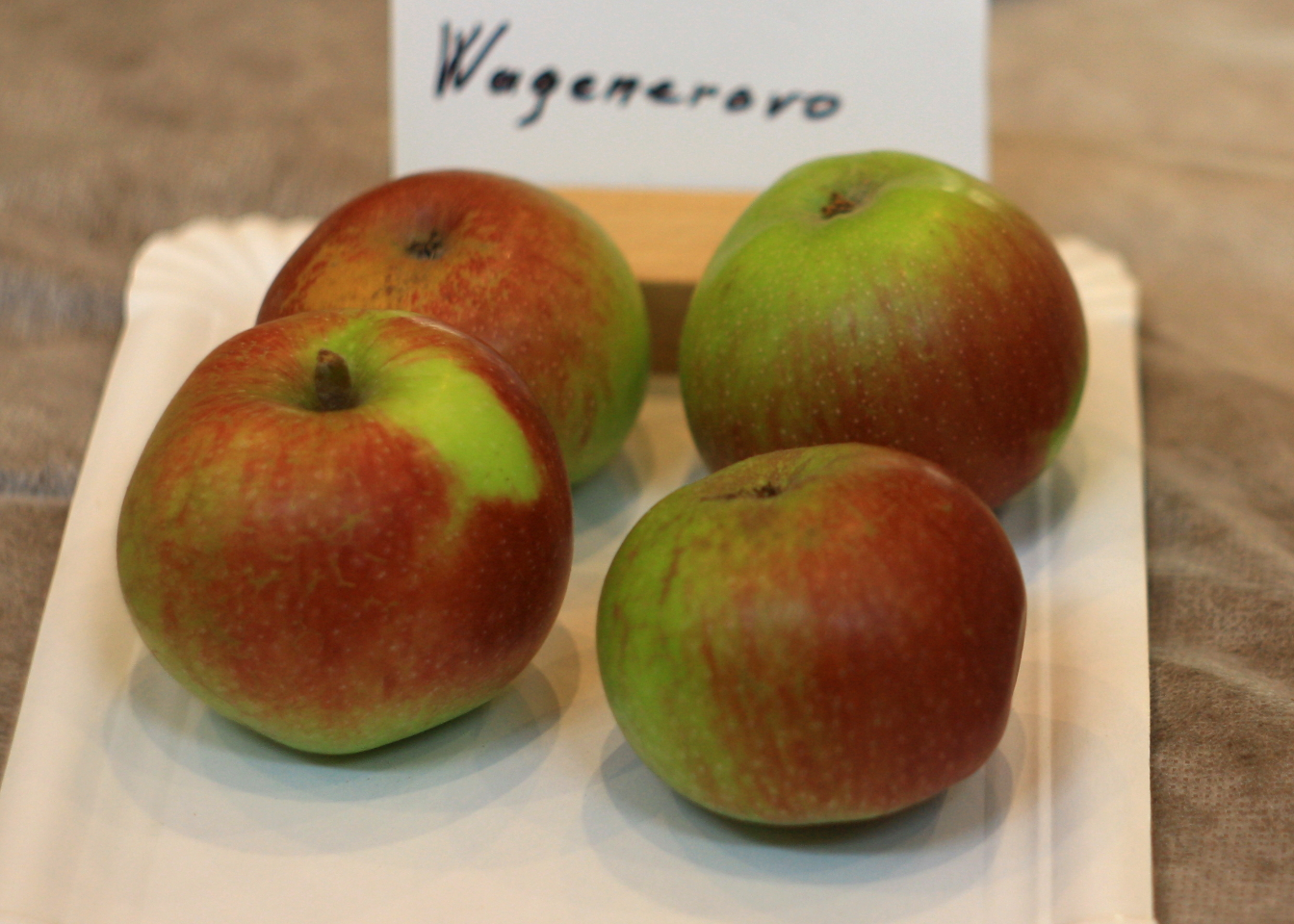
Odrůda jabloně Wagenerovo

Wagenerovo (Malus domestica 'Wagenerovo') je ovocný strom, kultivar druhu jabloň domácí z čeledi růžovitých. Plody jsou řazeny mezi odrůdy zimních jablek, sklízí se v říjnu, dozrává v prosinci, skladovatelné jsou do dubna.

## Historie

### Původ
Byla vyšlechtěna v Penn Yan, ve státě New York, v USA. Odrůdu v roce 1790 vypěstoval George Wheeler. Podle jiných zdrojů odrůdu vypěstoval Abraham Wagener, ovšem až o šest let později. Podle opět jiného zdroje jabloň zřejmě vypěstoval George Wheeler, ale sad s jabloní prodal Abrahamu Wagenerovi v roce 1796 a ten odrůdu jabloně pod názvem 'Wagenerovo' rozšířil.

## Vlastnosti
Odrůda je dobrý opylovač, kvete středně pozdně. Vhodní opylovači jsou 'Parména zlatá', 'Jonathan', 'James Grieve', 'Ontario', 'Starking Delicious'. 

### Růst
Růst odrůdy je průměrně bujný, později slabý. Koruna během vegetace silně zahušťuje, větve jsou v ostrých úhlech. Řez je nezbytný, později nutné zmlazování, letní řez vhodný. Plodonosný obrost je na krátkých výhonech. Vyšší tvary je doporučeno štěpovat v korunce.

## Plodnost
Plodí záhy, bohatě a při dobré péči i pravidelně.

## Plod
Plod ploše kulovitý, hranatý, střední až menší. Slupka hladká, mírně mastná, žlutozeleně zbarvená s červeným líčkem pokrývajícím až 1/2 plodu. Dužnina je nažloutlá se sladce navinulou chutí.

## Choroby a škůdci
Odrůda je středně náchylná k strupovitosti jabloní a k padlí, trpí nektriovou rakovinou a virovými chorobami. Stárne a rychle se snižuje výnos, nevyplatí se ani zmlazovat.

## Použití
Je vhodná ke skladování a přímému konzumu, přepravu snáší dobře. Odrůdu lze použít do všech poloh.